# Sympetrum rubicundulum
Sympetrum rubicundulum là một loại chuồn chuồn thuộc họ Libellulidae. Nó được tìm thấy ở bắc Hoa Kỳ và nam Ontario, Canada. Con đực trưởng thành có thân đỏ và mặt nâu. Mặt con cái như mặt con đực nhưng thân con cái có màu từ nâu đến đỏ tối.

## Hình ảnh

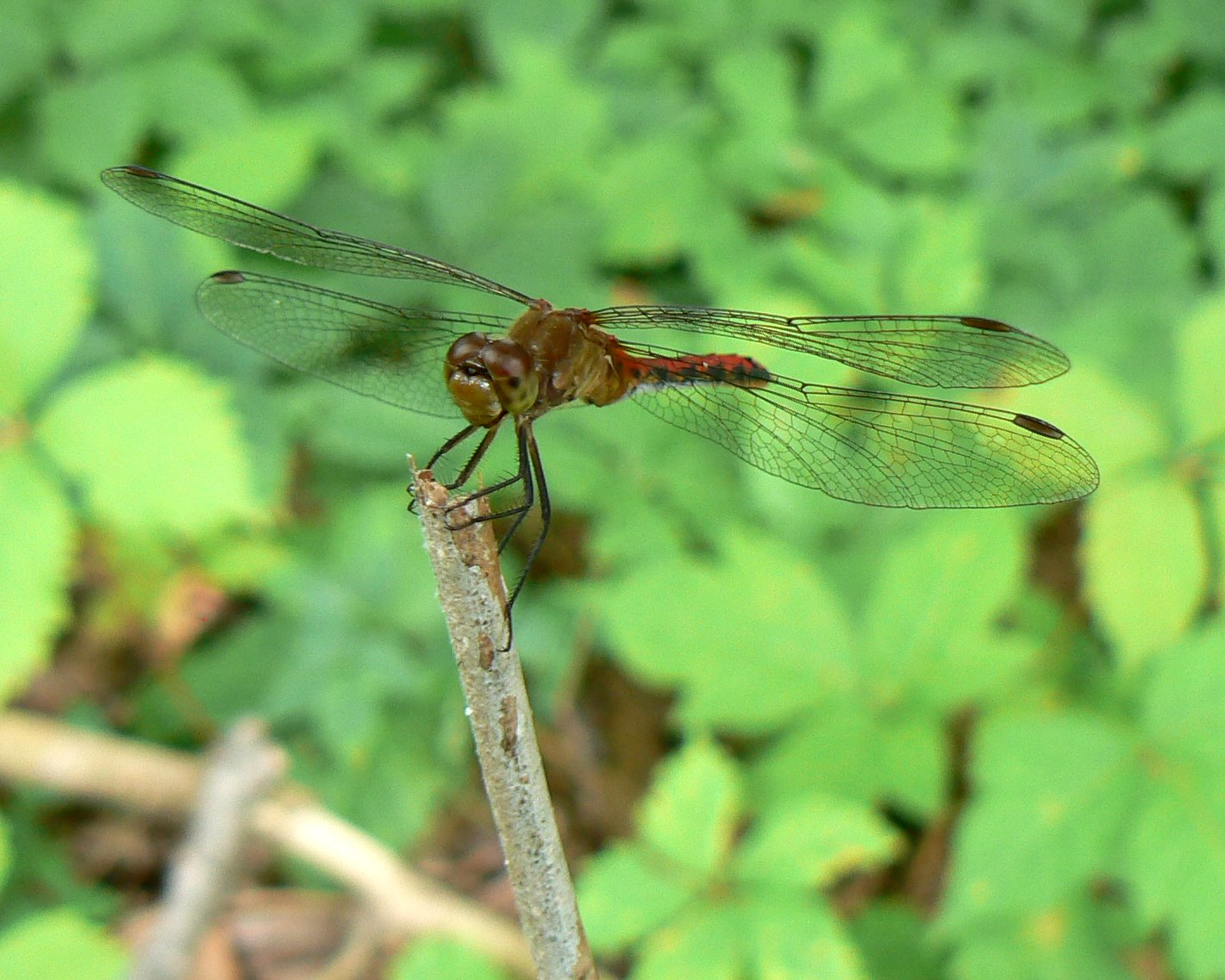
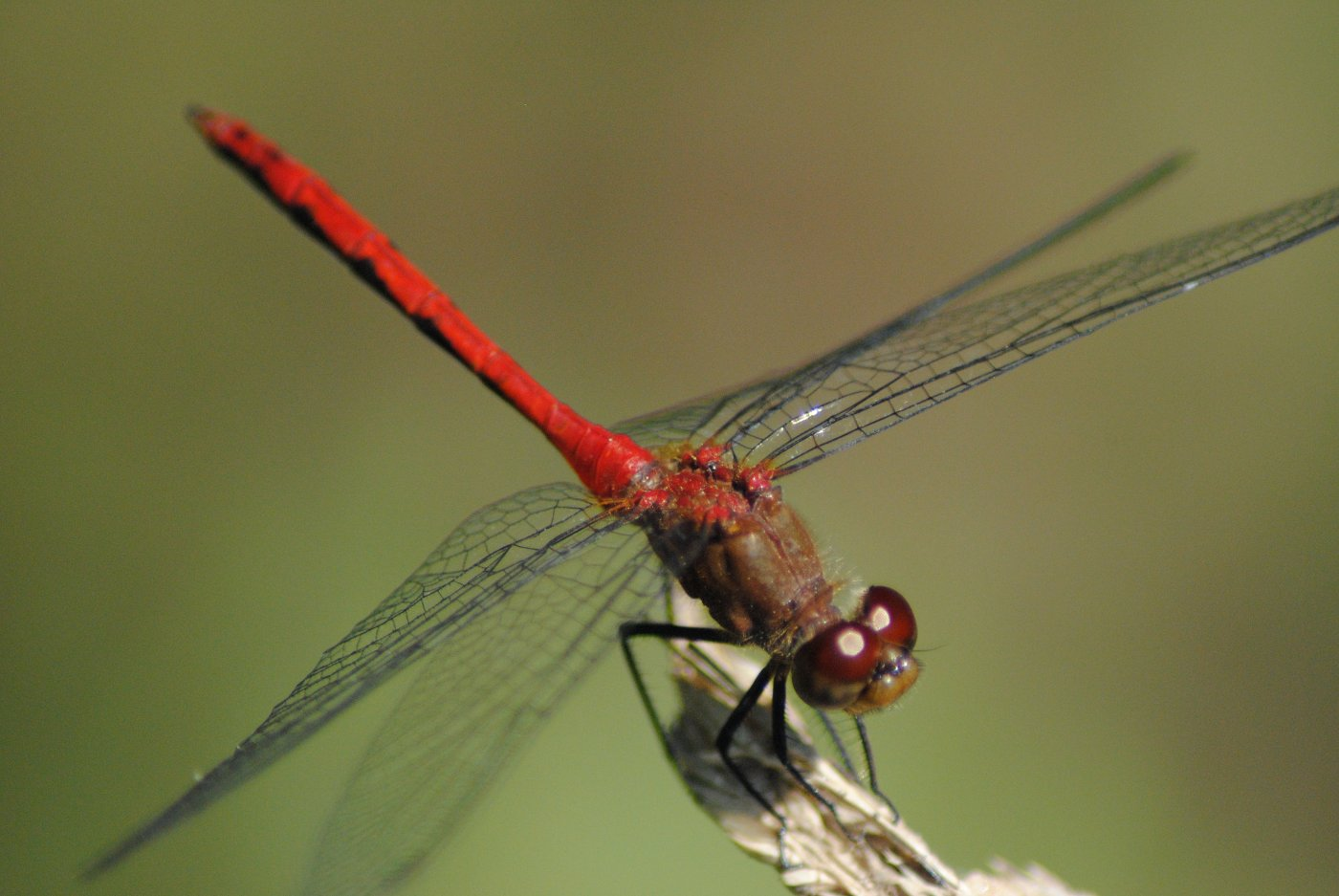

## Loài tương tự
- Sympetrum internum –
- Sympetrum obtrusum –